# Dreptul consumatorului la confidențialitate
Dreptul consumatorului la confidențialitate se referă la aspectele juridice și politice privind protejarea datelor consumatorului, având în vedere așteptările consumatorilor cu privire la confidențialitate în cazul colectării și diseminării datelor personale de către comercianți și societăți comerciale. Dreptul la confidențialitate a apărut odată cu primele servicii de curierat și bancheri, care au recurs la măsuri dure pentru a proteja confidențialitatea clienților. În epoca modernă, codurile etice, în majoritatea profesiilor, stabilesc măsuri pentru a proteja informațiile despre clienți, inclusiv confidențialitatea medicală, confidențialitatea clientului și securitatea națională. Deoarece cele mai multe organizații au parte de avantaje datorită accesului exclusiv la informațiile despre client și deoarece încrederea clientului este, de obicei, o prioritate, multe companii adoptă măsuri de securitate pentru a proteja dreptul consumatorului la confidențialitate.
Protecția dreptului consumatorului la confidențialitate se referă la utilizarea legilor și reglementărilor pentru a proteja persoanele de riscul pierderii confidențialității ca urmare a măsurilor eronate și restricțiilor privind confidențialitatea clienților din domeniul corporativ. Corporațiile sunt dispuse să distribuie informații cu scopul de a obține avantaje comerciale, dar nu recunosc acest lucru deoarece este mai înțelept să evite răspunderea juridică în cazul apariției unor breșe de securitate. Legea privind dreptul consumatorului la confidențialitate din perioada modernă provine din reglementarea legilor telecomunicațiilor, atunci când a fost recunoscut faptul că o companie de telefonie a avut acces la informații nemaiîntâlnite. Măsurile privind confidențialitatea consumatorului au fost văzute ca fiind deficitare și nu puteau face față pericolelor legate de schimbul de date între corporații, fuziunilor corporațiilor, rotației de personal și furtului dispozitivelor de stocare (de exemplu, hard-disk-uri), care pot stoca o cantitate mare de informații într-un dispozitiv portabilă.

## Istoria

### Fundamente
Dreptul la confidențialitate a apărut odată cu primele servicii de curierat și cu primii bancheri, care au introdus măsuri drastice pentru a-și proteja clienții.Format:Where Au fost impuse măsuri dure de sancționare pentru a preveni distribuirea informațiilor personale. În epoca modernă, codurile etice din aproape fiecare profesie prevăd măsuri de păstrare a confidențialității  clientului pentru orice serviciu, inclusiv confidențialitatea medicală și securitatea națională.  Aceste coduri sunt deosebit de importante în statele totalitare, unde nu există forme de confidențialitate și nici restricții privind supravegherea sau utilizarea datelor.

### Abordări în epoca modernă
Practicile de confidențialitate ale clienților corporațiilor sunt abordări ale organizațiilor comerciale pentru a se asigura că datele confidențiale ale clienților nu sunt furate sau nu se face abuz de acestea. Deoarece cele mai multe organizații au parte de  mari avantaje pentru a păstra accesul exclusiv la aceste date și întrucât încrederea clienților este o prioritate majoră, cele mai multe companii apelează la ingineria de securitate pentru protejarea confidențialității clienților. De asemenea, există riscul ca firmele să divulge datele consumatorilor în caz de faliment, deși, deseori, acest lucru încalcă propriile lor politici.  Acestea variază în funcție de eficacitate și, de regulă, nu respectă standardele ridicate privind confidențialitatea consumatorului aplicate de codurile etice sau juridice din domeniul bancar sau juridic, nici măsurile de confidențialitate ale pacienților din domeniul medical și nici măsurile stricte de securitate națională din cadrul organizațiilor militare și al serviciilor de informații.
Deoarece acestea funcționează pentru profit, organizațiile comerciale nu pot cheltui fonduri nelimitate pentru măsuri de precauție, rămânând în același timp competitive; în context comercial se tinde limitarea măsurilor de confidențialitate și motivarea organizațiilor de a face schimb de informații atunci când sunt în parteneriat. Pagubele produse de pierderea confidențialității nu pot fi măsurate și nici corectate, iar organizațiile comerciale prezintă un interes scăzut, sau chiar nici un interes, în luarea unor măsuri care nu aduc un profit, pentru ridica nivelul de confidențialitate al clienților. Corporațiile sunt dispuse să distribuie informații pentru a avea parte de avantaje comerciale, însă nu recunosc în mod oficial pentru a evita răspunderea juridică în cazul apariției unor breșe în sistemul de securitate. Acest lucru a dus la numeroase riscuri morale și incidente legate de încălcarea confidențialității clienților 
Unele servicii — în special telecomunicațiile, inclusiv Internetul — solicită colectarea unui număr mare de informații cu privire la activitățile utilizatorilor pe durata unei afaceri, și poate, de asemenea, să solicite consultarea acestor date pentru emiterea facturilor. În SUA și Canada, informațiile privind telecomunicațiile trebuie păstrate timp de șapte ani pentru a permite contestații și consilieri privind tarifele de telefonie. Aceste sensibilități au dus la reglementări, care au făcut ca domeniul telecomunicațiilor să fie lider în ceea ce privește reglementarea confidențialității consumatorilor, impunând un nivel înalt de confidențialitate privind înregistrările convorbirilor telefonice ale clienților.
Acordarea unei atenții mai mari telecomunicațiilor a devenit demodată într-o oarecare măsură, dat fiind faptul că și alte industrii colectează date personale. Astfel de reglementări comerciale normale, cum ar fi managementul relațiilor cu clienții, promoțiile și stabilirea unei piețe țintă tind să crească drastic numărul de informații colectate (și uneori cele distribuite) . Acestea creșteri uriașe cresc riscurile pierderii confidențialității și au accelerat trecerea la reglementări, în loc să se bazeze pe dorința corporațiilor de a le proteja din propria inițiativă.

## Protecția juridică
Diferite interese au dus la formularea unor legi privind confidențialitatea consumatorilor în majoritatea țărilor, în special în cele din Uniunea Europeană, Australia, Noua Zeelandă și Canada. Remarcabil este faptul că în rândul țărilor dezvoltate, printre care se numără și Statele Unite ale Americii nu au o astfel de lege și se bazează pe regulamentele de confidențialitate a clienților din domeniul corporativ prezentate în politicile de confidențialitate. Legile de confidențialitate moderne și reglementările pot fi comparate cu fragmente din jurământul lui Hipocrate, care include o cerință pentru medici de a evita menționarea bolilor pacienților altor persoane—nu doar pentru a proteja pacientul, ci și pentru a proteja familia acestuia— și recunoaște, de asemenea, că părțile terțe nevinovate pot fi afectate de pierderea controlului asupra informațiilor personale.
Legile moderne privind confidențialitatea consumatorului își au originile în regulamentul privind telecomunicațiile, atunci când s-a recunoscut că o companie de telefonie - care avea monopol (cunoscut în multe țări ca PTT) - avea acces la numeroase informații privind consumatorii: obiceiurile și corespondenții de comunicare direcți ai clientului,  și informații cu privire la colocatarii acestuia. Operatorii de telefonie puteau auzi frecvent conversațiile - involuntar sau în mod deliberat - iar munca lor consta în formarea numerelor exacte. Colectarea datelor necesare facturării începuse să devină un risc în ceea ce privește confidențialitatea datelor. În consecință, au fost introduse norme drastice privind comportamentul operatorului, confidențialitatea clientului și  păstrarea și distrugerea înregistrărilor în fiecare țară. De obicei, doar poliția și armata au dreptul de a asculta telefoanele și înregistrările. Cerințe și mai stricte au apărut pentru înregistrările electronice ale unor bănci. În unele țări, se pune mare accent pe confidențialitatea financiară a economiei, cu sancțiuni penale severe pentru încălcarea acesteia.
În anii 1970, multe alte organizații din țările dezvoltate au început să aibă acces la date personale, însă existau doar câteva legi sau nu existau deloc care să împiedice schimbul sau abuzul de informații. În țările dezvoltate, în special în Statele Unite, încrederea și bunăvoința clientului erau considerate a fi suficiente  pentru a asigura protejarea datelor personale; în aceste situații a fost aplicat principiul caveat emptor (care presupune informarea clientului în ceea ce privește utilizarea datelor personale). Însă în anii 1980, organizațiile mai mici au început să aibă acces la hardware-urile și software-urile computerelor, însă aceste organizații pur și simplu nu dispuneau de proceduri, personal sau expertiză și nici timp să ia măsuri drastice pentru a-și proteja clienții. Între timp, prin intermediul piețelor țintă și promoțiilor, companiile obțin tot mai multe informații.
Treptat, măsurile luate cu privirile la dreptul confidențialității consumatorului, au fost considerate deficitare; acestea nu făceau față pericolelor legate de schimbul de informații,  de fuziunea corporațiilor, de rotația angajaților și de furtul dispozitivelor de stocare (de exemplu, hard disk-urile), care pot stoca o cantitate mare de informații pe un dispozitiv portabil. Reglementarea explicită a confidențialității consumatorilor a fost sprijinită, în special în Uniunea Europeană, unde fiecare țară a avut legi incompatibile (de exemplu, unele țări au limitat colectarea, altele compilarea și altele diseminarea datelor);  în cadrul UE era posibilă încălcarea confidențialității, doar făcându-se aceste lucruri din diferite locuri din Piața Comună Europeană așa cum s-a întâmplat înainte de 1992. 
În anii 1990, răspândirea rețelelor mobile de telecomunicații, introducerea managementului relațiilor cu clienții și utilizarea Internetului în țările dezvoltate au adus situația în prim-plan și cele mai multe țări au fost nevoite să pună în aplicare legi aspre privind confidențialitatea consumatorului, trecând de multe ori cu vederea nemulțumirile companiilor. Uniunea Europeană și Noua Zeelandă au adoptat legi dure care au fost folosite drept model pentru multe legi restrictive în Australia și Canada și unele state din Statele Unite ale Americii (unde nu există nicio lege federală privind confidențialitatea consumatorului,  deși există cerințe specifice domeniului bancar și cel al confidențialității în telecomunicații). În Austria, în jurul anilor 1990, simpla menționare a numelui unui client  într-un cadru social semi-public a fost suficientă pentru a trimite la închisoare directorul executiv al unei bănci.
După atacurile teroriste împotriva Statelor Unite din 11 septembrie 2001, legiuitorii au considerat că viața privată a consumatorilor joacă un rol secundar în cadrul securității naționale. În consecință, preocupările legate de confidențialitatea consumatorilor din Statele Unite au avut tendința de a se face nevăzute, deoarece problemele privind viața privată a cetățenilor față de stat și dezvoltarea unui stat polițienesc sau totalitar i-au ținut ocupați pe susținătorii acestui drept. În timp ce au fost colectate date de o mare importanță înainte de 2002,statele dezvoltate au arătat o îngrijorare mai scăzută, fiind considerate mai importante confidențialitatea politică și cea medicală (de exemplu, datele biometrice). Într-adevăr, recent, oamenii au fost opriți în aeroporturi doar din cauza opiniilor politice și  se pare că există un interes foarte scăzut  în oprirea unor astfel de practici.